# Heidberg (Calvörde)
Der Heidberg ist eine 59,8 m ü. NHN hohe Erhebung bei Zobbenitz. Er liegt im Gemeindegebiet von Calvörde im sachsen-anhaltischen Landkreis Börde.
Der Heidberg erhebt sich zwischen Calvörde im Westen, Lössewitz im Nordwesten, dem nahen Zobbenitz im Nordnordosten und Dorst im Südosten. Er liegt in der Zobbenitzer Pax am Rand des Naturschutzgebietes Klüdener Pax-Wanneweh. Nördlich vorbei führt die Kreisstraße 1140, unweit der Erhebung befindet sich die Wüstung Ranten und westlich der Rohrberg. Der Heidberg ist völlig durch Wiesen überdeckt.